# Coulommiers-la-Tour
Coulommiers-la-Tour település Franciaországban, Loir-et-Cher megyében. Lakosainak száma 575 fő (2022. január 1.). Coulommiers-la-Tour Areines, Crucheray, Meslay, Périgny, Rocé, Selommes, Vendôme és Villetrun községekkel határos.

## Népesség
A település népességének változása:
| Lakosok száma | 333  | 440  | 455  | 516  | 528  | 537  | 557  | 566  | 574  | 575  |
|               | 1968 | 1982 | 1990 | 2006 | 2013 | 2015 | 2017 | 2019 | 2020 | 2022 |